# Синсиро
Синсиро́ (яп. 新城市 Синсиро-си) — город в Японии, расположенный в северной части префектуры Айти на берегу реки Тоё. Второй по площади город префектуры. Основан 1 ноября 1958 года путём предоставления посёлку статуса города. Площадь города составляет 499,00 км², население — 47 527 человек (1 июня 2014), плотность населения — 95,24 чел./км².